# Magnolia zhengyiana
Magnolia zhengyiana là một loài thực vật có hoa trong họ Magnoliaceae. Loài này được (N.H. Xia) Noot. mô tả khoa học đầu tiên năm 2008.